# Patrick J. Sullivan
Patrick J. Sullivan (Cork megye, 1865. március 17. – Santa Barbara, 1935. április 8.) az Amerikai Egyesült Államok szenátora (Wyoming, 1929–1930).